# Jednotka sboru dobrovolných hasičů obce Česká Lípa
Hasiči města Česká Lípa (Jednotka sboru dobrovolných hasičů obce Česká Lípa) je jednotka požární ochrany zařazená v integrovaném záchranném systému do kategorie JPO II/1 s historií sahající až do roku 1865, čímž se po JSDH Zákupy řadí mezi nejstarší jednotky ve střední Evropě. Jejím zřizovatelem je okresní město Česká Lípa s přibližně 37 000 obyvateli a jednotka je spolu s JSDH Česká Lípa - Dobranov jednou z jeho organizačních složek.
V současné době sídlí v moderní zbrojnici na okraji města v poklidné části Stará Lípa a nepřetržitě zajišťuje přítomnost nejméně jednoho družstva o zmenšeném početním stavu 1+3 se schopností vyjet nejpozději do 5 minut od vyhlášení poplachu. Jednotka poskytuje požární ochranu zpravidla v katastru obce, přilehlých obcích a v okolí s dojezdem nejpozději do 10 minut z místa dislokace. Na žádost operačního střediska vyjíždí ale i mimo své standardní území působnosti.
Její členové zde vykonávají službu jako své hlavní nebo vedlejší povolání a v současnosti jich jednotku tvoří 30. Ti se v pracovních dnech střídají po osmihodinových pohotovostních službách a během víkendu po 12 hodinách, čímž zajišťují nepřetržitou přítomnost družstva, a to přímo v prostorách hasičské zbrojnice. Zmíněné družstvo o zmenšeném početním stavu se skládá z velitele družstva, strojníka a dvou řadových hasičů. Na příkaz velitele jednotky, vzhledem k počtu a náročnosti zásahů, vysílá i více družstev a to i o plném početním stavu šesti lidí.
Velitelem jednotky je profesionální hasič Luboš Břenda a jeho zástupcem je příslušník Hasičského záchranného sboru Libereckého kraje, profesionální hasič Radek Frydrych, jenž je synem významného českolipského hasiče Zdeňka Frydrycha, který byl za svou práci v roce 1987 oceněn medailí za hrdinství.
Roční počet zásahů se v posledních pěti letech pohybuje průměrně kolem 145, čímž se po JSDH Nový Bor řadí mezi nejvytíženější dobrovolné jednotky v Libereckém kraji.